# Европейски път E12
Европейски път E12 е европейският автомобилен маршрут от Му и Рана, Норвегия, до Хелзинки, Финландия, с обща дължина 910 km. Трасето започва в Му и Рана, пресича Швеция и след фериботна връзка, преминава по Финландия до държавен път №3 до Хелзинки.
Ферибот преминава един път дневно от Холмсунд до Вааса.
Маршрутът на пътя преминава през градовете: Mу и Рана – Стуруман – Люкселе – Умео – Холмсунд – Вааса – Тампере – Акаа – Хямеенлина – Хелзинки.